# Cerco de Almeida (1811)
O Cerco de Almeida, que ocorreu entre 7 de Abril e 10 de Maio de 1811, foi a última operação militar efectuada pelos franceses na terceira invasão de Portugal. Após a batalha do Sabugal (3 de Abril de 1811) as tropas de Massena retiraram-se para Espanha mas deixaram uma guarnição de aproximadamente 1.400 homens na praça de Almeida, sob o comando do General Brenier. Wellington cercou de imediato a praça mas foi forçado a interromper esta operação para enfrentar novamente os franceses na Batalha de Fuentes de Oñoro. Tratou-se de uma tentativa de reforçar com tropas e abastecimentos a guarnição de Almeida mas o desfecho daquela batalha deixou a guarnição por sua conta. Massena apenas poderia apoiar a sua fuga se conseguissem sair da praça. O cerco de Almeida, em 1811, terminou com a fuga espectacular da guarnição francesa.

## O Campo de Batalha
Almeida é uma vila portuguesa pertencente ao Distrito da Guarda, no Norte da Beira Interior. Tem cerca de 1 500 habitantes. A parte antiga da vila encontra-se dentro das muralhas da fortaleza que começou a ser construída durante as Guerras da Restauração. O terreno em que assenta a fortaleza, onde se erguia um antigo castelo medieval, é rochoso e, por isso, difícil de trabalhar (construir trincheiras, cavar túneis, etc.).
A fortaleza de Almeida é uma das mais imponentes de Portugal. Situa-se numa pequena colina que é a mais alta da região. Embora se pretendesse que a fortaleza proporcionasse protecção para a ponte antiga que atravessa o Rio Côa, aquela situa-se a 2 km e não pode ser vista da praça. Ao longo dos séculos, Almeida desempenhou um papel importante na defesa da fronteira.

## As forças em presença

### Forças Aliadas
As forças britânicas e portuguesas directamente envolvidas no cerco foram:
- 6ª Divisão, sob comando do Major-general Alexander Campbell, com 5.250 homens[2].

1ª Brigada, sob comando do Coronel Hulse, com 2.041 homens. Era constituída pelos seguintes batalhões: 1/11th Foot, 2/53rd Foot e 1/61st Foot, 5/60th Foot (1 companhia);
2ª Brigada, sob comando do Coronel Burne, com 1.072 homens. Era constituída por dois batalhões: 2nd Foot (Queen's Royal) e 1/36th Foot;
3ª Brigada (portuguesa) – Coronel Madden – 2.137 homens. Era constituída por: RI 8 (2 batalhões) e RI 12 (2 batalhões).
- 1ª Brigada Portuguesa, sob o comando do Major-general Denis Pack, com 2.267 homens[5]. Esta brigada não estava atribuída a nenhuma divisão pelo que é frequentemente referida como Brigada Independente. Era constituída por: RI 1 (dois batalhões), RI 16 (dois batalhões) e Batalhão de Caçadores nº 4.

### Forças Francesas
A guarnição francesa de Almeida tinha um efectivo de aproximadamente 1.400 homens, principalmente infantaria, mas com grande percentagem de artilharia e sapadores. O comandante da guarnição era o general Antoine François Brenier de Montmorand.

## As Operações
Quando, após a Batalha do Sabugal (3 de Abril de 1811), o exército de Massena retirou para Espanha, deixou uma guarnição na praça de Almeida. Wellington não dispunha no local de um trem de cerco. Por isso, podia apenas bloquear os acessos à praça e impedir a saída da guarnição ou a entrada de abastecimentos. Sem o trem de cerco, Wellington esperava que a guarnição se rendesse pela fome. Calculou também que Massena levaria muitas semanas a reorganizar o seu exército para poder voltar a desencadear alguma acção ofensiva.
Na praça de Almeida não abundavam os abastecimentos mas as obras defensivas que tinham sido danificadas no cerco do ano anterior (ver “Cerco de Almeida (1810)”) tinham sido reparadas. A muralha principal e as dependências à prova de bomba encontravam-se em bom estado. Massena iria desencadear uma operação para libertar Almeida.  O resultado da Batalha de Fuentes de Oñoro (3 a 5 de Maio de 1811) , no entanto, obrigou-o a mudar de planos.
O bloqueio da praça de Almeida começou por ser feito pelas Milícias sob comando do Coronel Trant e pela 1ª Brigada Portuguesa sob comando de Denis Pack. Assim que Wellington começou a ter as suas unidades disponíveis, após a retirada dos franceses para Espanha, entregou a responsabilidade do bloqueio ao Major-general Alexander Campbell com a sua 6ª Divisão apoiada pela Brigada de Denis Pack. A aproximação dos franceses das posições de Fuentes de Oñoro obrigou Wellington a retirar do bloqueio a 6ª Divisão. Esta, entretanto, voltaria intacta à sua anterior missão. 

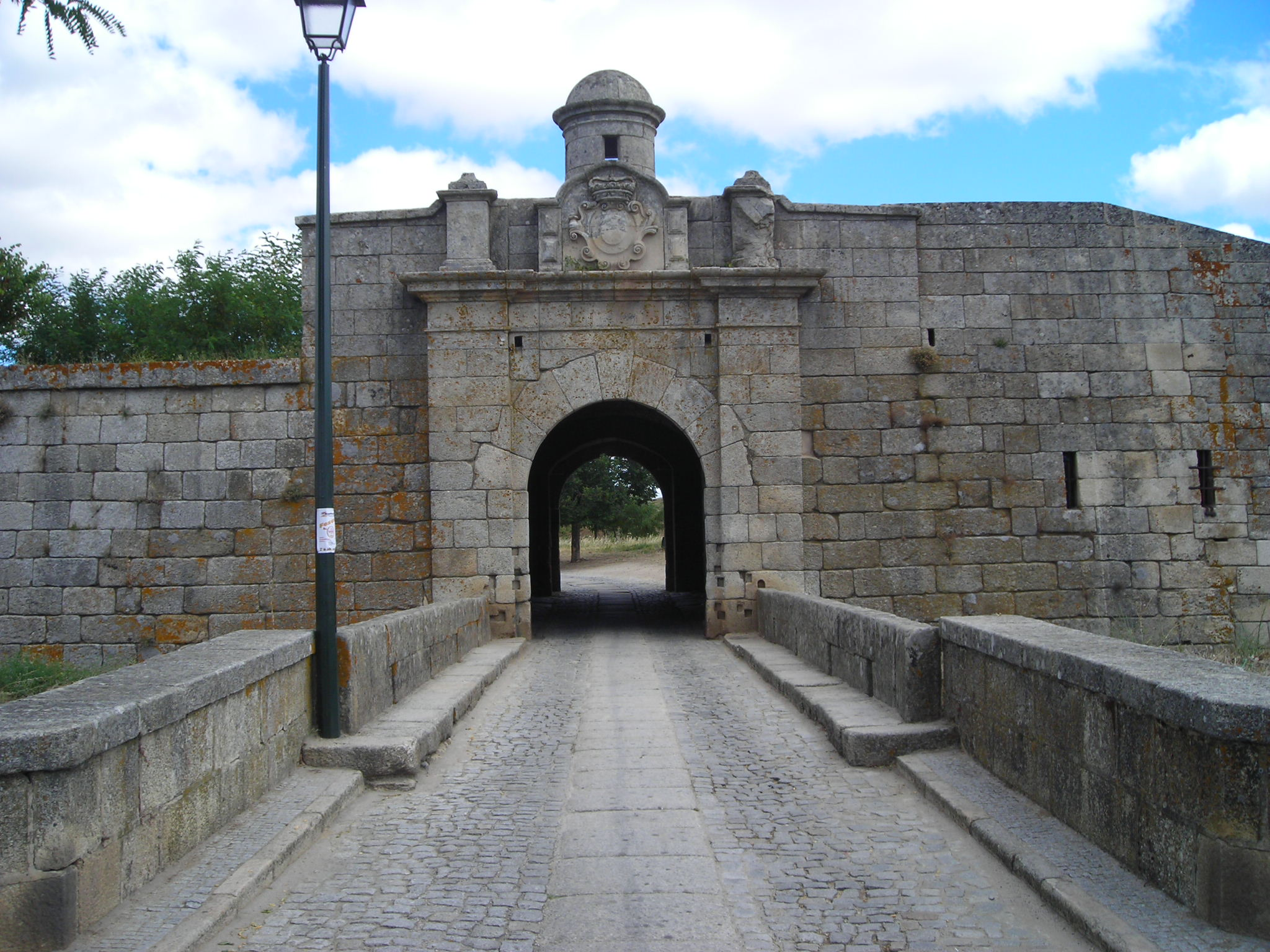
Praça-Forte de Almeida, Portugal: porta de acesso ao interior da praça.

A Batalha de Fuentes de Oñoro terminou no dia 5 de Maio mas só no dia 8 Massena retirou as suas tropas. Claramente, Massena desistia de libertar a praça. Os abastecimentos que se destinavam a Almeida foram distribuídos às tropas. Isto não significou, no entanto, o abandono da guarnição de Almeida. Massena conseguiu fazer chagar àquela praça um mensageiro com instruções para Bernier. Foi desta forma estabelecido que a guarnição francesa deveria abandonar a praça de Almeida, furar o cordão de bloqueio e dirigir-se para Norte onde atravessaria o rio Águeda na ponte de Barba del Puerco. Na margem oriental estava posicionado desde o dia 8 o II CE de Reynier com a missão de apoiar a passagem da guarnição francesa. Para acusar a recepção desta mensagem, a guarnição deveria disparar três salvas de artilharia às 22H00. Brenier procedeu de acordo com as instruções recebidas. Quando foram disparadas as salvas de artilharia, Massena  ficou a saber que Brenier recebera as instruções e iria executar o plano de retirada. As tropas francesas abandonaram então a região de Fuentes de Oñoro.
As tropas que efectuaram o bloqueio ficaram acantonadas longe da praça (5 a 6 km). Os regimentos ficaram nas aldeias que se encontravam na região e, a ligá-los, foi montado um cordão de piquetes (postos de vigilância). Não houve o cuidado de aproximar esses postos das muralhas durante as horas de pouca visibilidade..
Cerca das 23H30 do dia 10 de Maio, os franceses, organizados em duas colunas que marchavam paralelamente uma à outra, saíram da praça de Almeida pela porta Norte e atacaram a linha de bloqueio no ponto onde se fazia a ligação entre os piquetes do 1º Batalhão da Brigada de Pack e os piquetes da Brigada de Burne. Não encontraram mais oposição que o fogo de mosquete feito pelas sentinelas portuguesas que facilmente foram afastadas.
Cinco minutos mais tarde, uma série de violentas explosões em Almeida alarmaram toda a força de bloqueio. Brenier tinha mandado accionar, ao sair, um conjunto de cargas explosivas que destruíram grande parte das obras defensivas nos sectores Norte e Leste. Do lado Sul os rastilhos não funcionaram e poucos danos foram causados. Grande parte da fortaleza ficou arruinada. 
O Coronel Iremonger, comandante da unidade que se encontrava acantonada mais próximo do ponto onde os franceses furaram o bloqueio - o 2nd Foot (Queen's Royal) - limitou-se, perante tais acontecimentos, a colocar os homens em estado de alerta e enviou patrulhas em direcção a Almeida. Foram estas patrulhas que relataram que a cidade parecia ter sido evacuada. Mesmo quando nasceu o dia, o Coronel Iremonger não movimentou quaisquer forças. 
Nos primeiros quilómetros da sua retirada, Brenier foi seguido apenas pelo Major-general Pack que tinha reunido 80 homens. Pack informou Campbell sobre a direcção que inimigo tomava. Durante várias horas foi mantido o contacto com a retaguarda da coluna de Brenier. Muitos transviados franceses foram aprisionados bem como todas as bagagens da guarnição francesa. A principal preocupação dos franceses era a de avançar o mais rapidamente possível e não a de responder ao fogo dos perseguidores. 
Ao nascer do dia, Pack encontrava-se em Villa de Ciervo e estava acompanhado apenas por um major e onze soldados. Outras forças tentaram cortar o caminho aos franceses mas estes conseguiram, embora com muitas baixas, atravessar a ponte de Barba del Puerco. O II CE de Reynier impediu que a perseguição continuasse. 
A tentativa de continuar a perseguição dos franceses para além da ponte de Barba del Puerco – executado pelo 1/36th Foot por iniciativa do seu comandante, o Coronel Cochrane -  provocou as únicas baixas que os Aliados sofreram naquela manhã: dezoito mortos e feridos e um oficial e dezasseis soldados aprisionados. Os portugueses de Pack tinham sofrido 15 baixas quando a linha de bloqueio foi forçada perto da meia noite. Os franceses sofreram em toda esta acção 360 baixas e, destes, 200 foram prisioneiros.

## Ligações exteriores
Rickard, J (4 April 2008), Siege of Almeida, 7 April-10 May 1811